# Tannurin
Tannurin (arab. تنورين) – wieś w Syrii, w muhafazie Hims. W 2004 roku liczyła 484 mieszkańców.